# Pickelbach (Raab)
Der Pickelbach ist ein rechter Nebenfluss der Raab in der Steiermark, Österreich, im Oststeirischen Hügelland.

## Verlauf
Der Pickelbach entsteht durch den Zusammenfluss von Dorneggbach und Prüfingbach beim Bachmüller. Er fließt in ostsüdöstlicher Richtung durch ein flaches bewirtschaftetes Tal, das Pickelbachtal, das an beiden Seiten von bewaldeten Hügeln begleitet wird. Beim Bahnhof Studenzen-Fladnitz mündet der Bach in die Raab.
Der Großteil des Einzugsgebiets des Pickelbaches liegt in der Gemeinde Sankt Marein bei Graz. Die Ortschaft trug früher den Namen „St. Marein am Pickelbach“. Die letzten 4 Kilometer der Fließstrecke mit nur wenigen Zuflüssen gehören zur Gemeinde Kirchberg an der Raab.

## Nebenbäche
Das Einzugsgebiet des Pickelbachs mit Dorneggbach und Prüfingbach beträgt 28,4 Quadratkilometer. Die größten Nebenbäche sind:
| Name               | Mündungsseite | Mündungsort         | Einzugsgebiet in km² |
| ------------------ | ------------- | ------------------- | -------------------- |
| Dorneggbach        | rechts        | Bachmüller          | 2,3                  |
| Prüfingbach        | links         | Bachmüller          | 4,6                  |
| Krummegger Bach    | rechts        |                     | 1,7                  |
| Lampelbach         | links         | St. Marein bei Graz | 1,0                  |
| Saubach            | rechts        | Trausdorf           | 1,4                  |
| Patriarkabach      | links         |                     | 1,1                  |
| Felberbach         | links         |                     | 1,2                  |
| Elxenbach          | links         | Elxenbach           | 1,3                  |
| Langholzgrabenbach | links         | Siegersdorf         | 1,1                  |

## Orte
Im Tal des Pickelbachs liegen folgende Orte:
- Sankt Marein bei Graz
- Elxenbach
- Siegersdorf
- Studenzen